# Портрет Ивана Николаевича Дурново
«Портрет Ивана Николаевича Дурново» — картина Джорджа Доу и его мастерской из Военной галереи Зимнего дворца.
Картина представляет собой погрудный портрет в профиль генерал-майора Ивана Николаевича Дурново из состава Военной галереи Зимнего дворца.
С начала Отечественной войны 1812 года полковник Дурново был шефом 29-го егерского полка, отличился при штурме Волковыска. В Заграничных походах 1813 года Дурново сражался в Польше, был при взятии Варшавы и Кракова, за отличие в Битве народов под Лейпцигом произведён в генерал-майоры. Далее он сражался во Франции, отличился в сражении при Суассоне и был при взятии Парижа.
Изображён в генеральском мундире, введённом для пехотных генералов 7 мая 1817 года. На шее кресты ордена Св. Анны 2-й степени и прусского ордена Пур ле мерит; на груди кресты орденов Св. Георгия 4-го класса и Св. Владимира 4-й степени, серебряная медаль «В память Отечественной войны 1812 года» на Андреевской ленте и бронзовая дворянская медаль «В память Отечественной войны 1812 года» на Владимирской ленте. Подпись на раме с ошибкой в фамилии: И. Н. Дурновъ, Генералъ Маiоръ.
7 августа 1820 года Комитетом Главного штаба по аттестации Дурново был включён в список «генералов, заслуживающих быть написанными в галерею». С 1821 года Дурново находился в отставке и постоянно проживал в своём имении в Тверской губернии; известно, что в августе 1823 года он приезжал в Санкт-Петербург. Вероятно, тогда он и позировал Доу, хотя, возможно, это случилось и раньше: гонорар художнику был выплачен 24 февраля и 1 июля 1822 года. Готовый портрет был принят в Эрмитаж 7 сентября 1825 года.
В 1840-е годы в мастерской Карла Края по рисунку с портрета была сделана литография, опубликованная в книге «Император Александр I и его сподвижники» и впоследствии неоднократно репродуцированная.